# Serbie riche
Serbie riche (en serbe cyrillique : Богата Србија ; en serbe latin : Bogata Srbija ; en abrégé : BS) est un parti politique serbe fondé en 2011. Il a son siège à Belgrade et est présidé par Zaharije Trnavčević.

## Activités électorales

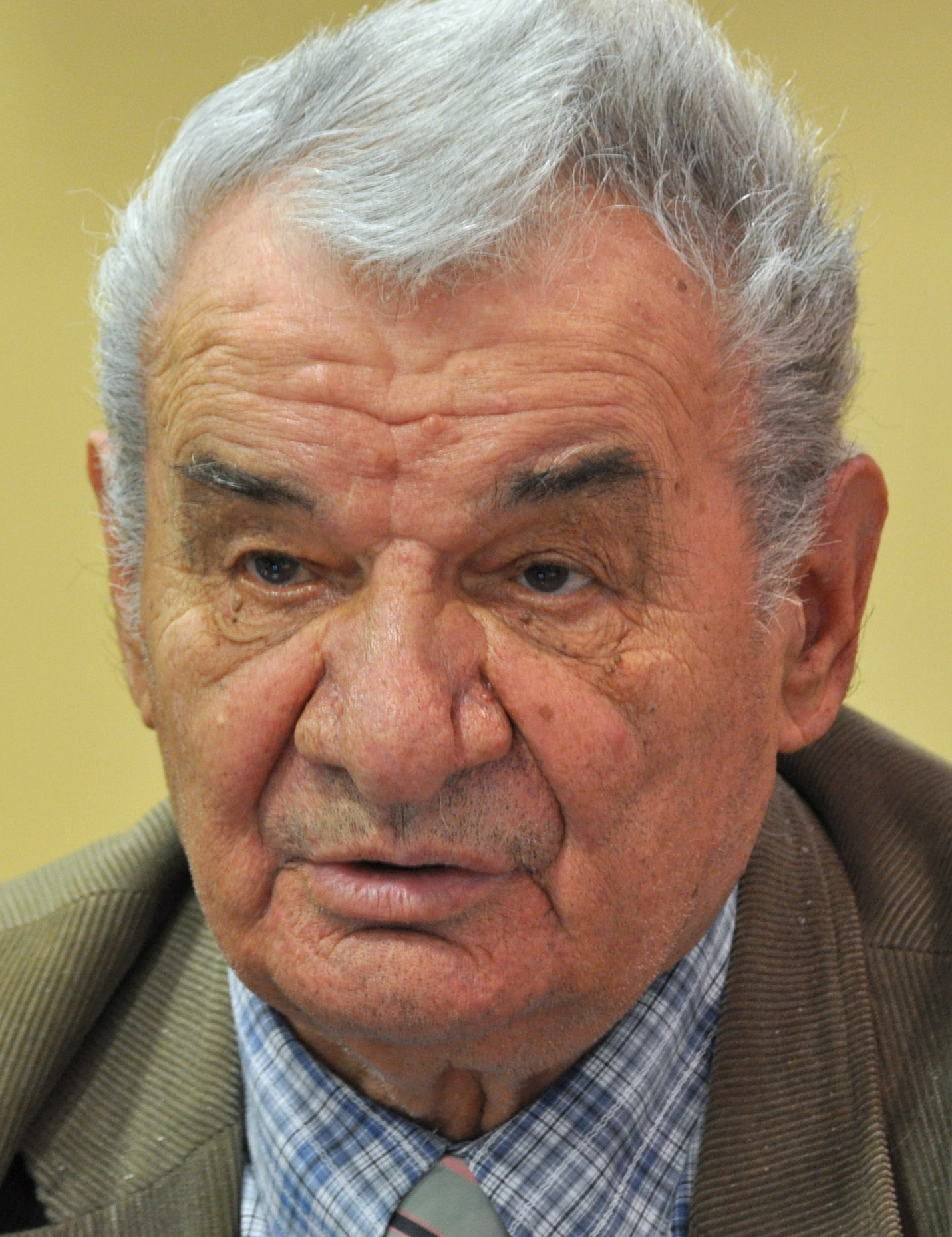
Zaharije Trnavčević

Serbie riche participe aux élections générales de 2012 et fait partie de la coalition politique Preokret emmenée par Čedomir Jovanović,. Aux élections législatives ; l'alliance obtient 6,53 % des suffrages et 19 députés, ce qui vaut au président du parti, Zaharije Trnavčević, d'obtenir un mandat à l'Assemblée nationale de la République de Serbie.